# ۱۳۲۵ (قمری)
۱۳۲۵ (قمری)، هزار و سیصد و بیست و پنجمین سال در گاهشماری هجری قمری است. اول محرم این سال برابر با چهاردهم فوریه سال ۱۹۰۷ میلادی است.

## رویدادها
- ۲۹ شعبان - امضای متمم قانون اساسی مشروطه توسط محمدعلی‌شاه

## زادگان
- سید محمد محقق داماد فقیه و مجتهد شیعه

## درگذشتگان
- ۲۱ رجب - میرزا علی اصغرخان امین السلطان صدراعظم محمدعلی‌شاه، ترور شده به دست عباس‌آقا تبریزی.
- ۴ شعبان - نصرالله مشیرالدوله سیاستمدار ایرانی در دوره قاجاریه